# Velikocentralnofilipinski jezici
Velikocentralnofilipinski jezici, naziv za jednu od glavnih velikih skupina filipinskih jezika. Dijeli se na više užih skupina od kojih su neke pripadale mezofilipinskoj skupini kojoj pridodani umiray dumagetski, subanonski i manobo jezici, a iskključeni kalamianski. Obuhvaća (93) jezika. Danas se dijeli na:
a. Centralnofilipinski jezici (47):
a1. Bikolski jezici (8):
a2. Bisayansk ijezici (21):
a3. Mamanwa (1) :
a4. Mansakanski jezici (9):
a5. Tagaloški jezici (2):
ata [atm], ayta, sorsogon [ays], ayta, tayabas [ayy], karolanos [kyn], magahat [mtw] i sulod [srg]
b. Danao jezici (3):
b1. Magindanao (1):
.b2. Maranao-Iranon (2):
c. Gorontalo-Mongondow jezici (9):
c1. Gorontalski (7):
.c2. Mongondowijski (2):
d. Manobo jezici (15):
d1. Centralni (8):
d2. Sjeverni (4)
d3. Južni (3):
e. Palavanski jezici (7):
f. Južnomangyanski jezici (4):
f1. Buhid-Taubuid (3)
.f2. Hanunoo (1)
g. Subanonski jezici (5):
h. Umiray Dumagetski jezici (3):

## Vanjske poveznice
- Meso Philippine, Ethnologue (14th)
- Meso Philippine, Ethnologue (15th)